# Animus

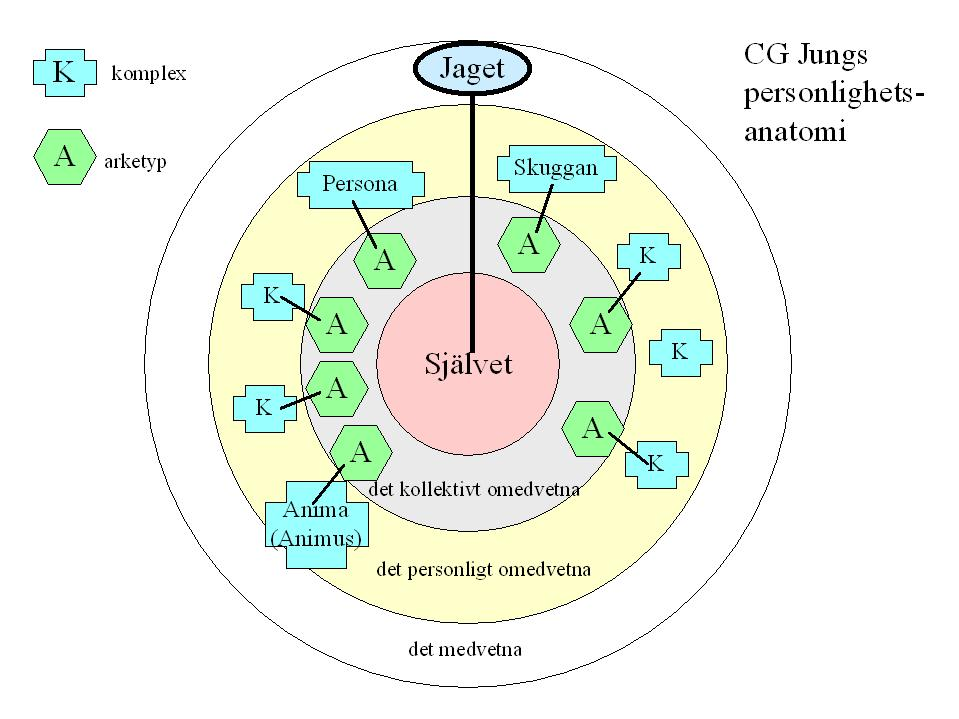
Jungs modell för psyket.

Animus är i jungiansk psykologi de manliga aspekterna i kvinnans själ.
Anima är på motsvarande sätt de kvinnliga aspekterna i mannens själ.